# Lycosa sylvatica
Lycosa sylvatica là một loài nhện trong họ Lycosidae.
Loài này thuộc chi Lycosa. Lycosa sylvatica được Carl Friedrich Roewer miêu tả năm 1951.